# Lymphopenie
Als Lymphopenie (Lymphozytopenie) bezeichnet man einen Mangel an Lymphozyten im Blut (<1500 Zellen/µl).
Lymphopenien können u. a. verursacht werden durch:
- erhöhten Cortisol-Spiegel (z. B. Cushing-Syndrom, Kortikosteroidtherapie, Stress),[1]
- Therapie mit Zytostatika und Immunsuppressiva,[1]
- als Strahlentherapie-Nebenwirkung (z. B. nach Beckenbestrahlung wegen Prostatakarzinom und anderen urologischer Tumoren[2][3])
- Morbus Hodgkin (bösartige Veränderungen des Knochenmarks),[1]
- Miliartuberkulose,[1]
- Masern-Infektion,[4]
- Protein-Mangel-Ernährung,[4][5]
- HIV-Infektion / Aids (Mangel an T-Zellen),[1]
- Gelbfieber,[4]
- SARS,[6]
- COVID-19,[7][8]
- seltene Erkrankungen des Immunsystems incl. einiger Autoimmunerkrankungen[9],
- extrem hohe Strahlenbelastung, wie dies beispielsweise bei Opfern der Tschernobyl-Katastrophe der Fall war
- Infektion mit Influenza-A-Virus H1N1 (und anderen Influenza-A Viren), oft kombiniert mit einer Erhöhung der Monozyten;[10] H1N1 war z. B. verantwortlich für die Spanische Grippe, die Pandemie H1N1 2009/10 und die Virusgrippe in Brasilien 2016[11]

Bei einer Lymphopenie steigt, wegen des Mangels an Lymphozyten, das kurzfristige Risiko an Virusinfektionen, bei längerem Mangel auch das Risiko an Krebs zu erkranken, da dadurch das unspezifische Immunsystem stark beeinträchtigt ist.